# Nemapogon cloacella
Nemapogon cloacella är en fjärilsart som beskrevs av Adrian Hardy Haworth 1828. Nemapogon cloacella ingår i släktet Nemapogon och familjen äkta malar. Inga underarter finns listade i Catalogue of Life.

## Bildgalleri

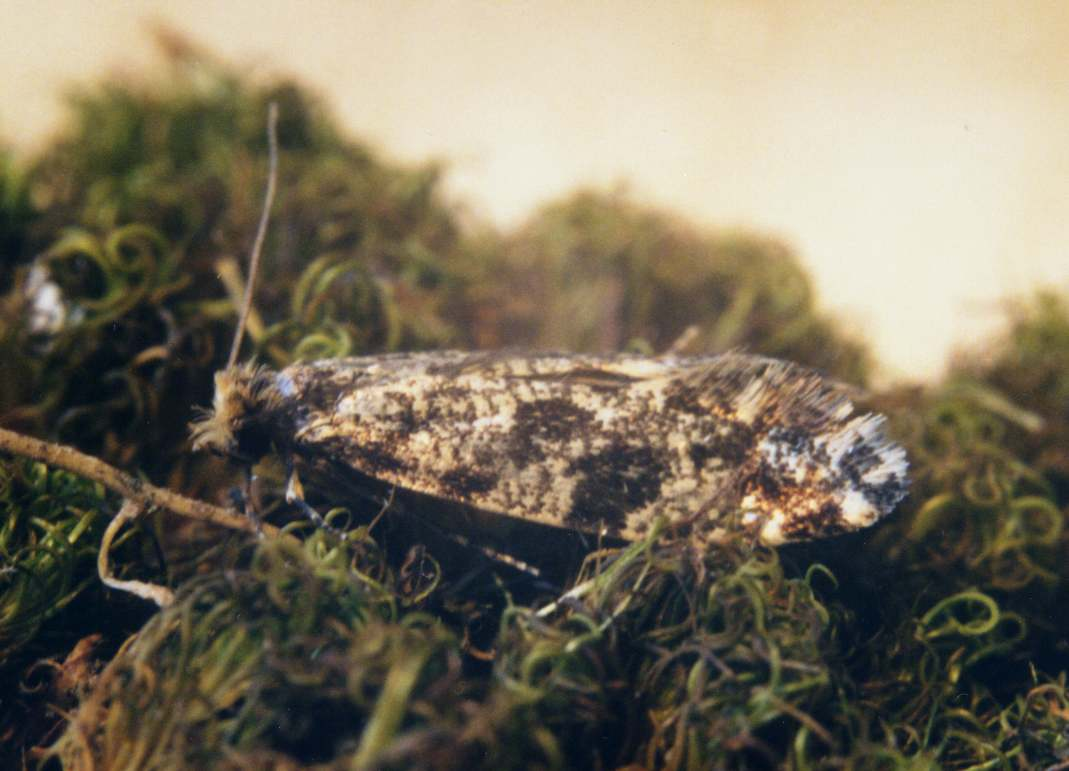
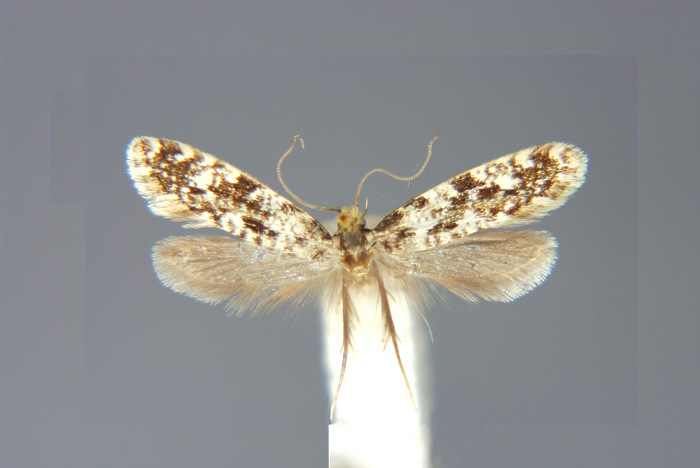